# Radical (álbum)
Radical es el segundo disco de estudio del grupo de rap chileno Salvaje Decibel lanzado el año 2013. Tras seis años de ausencia (exceptuando algunas colaboraciones y sencillos) el grupo siguió dando conciertos, haciendo muchas veces de telonero de grandes grupos internacionales, como Los Aldeanos, además de colaborar en discos de otros artistas de la escena o crear discos individuales.
El disco Radical consta de 17 Tracks y cuentan con la colaboración de Stailok, Subverso, Matiah Chinaski, Bajo Linaje Y Pineda Pride. Fue grabado y editado en Atmósfera Pro disco, mezclado y masterizado en Texas Studio.

## Lista de canciones
| N.º | Título                                                       | Escritor(es)    | Duración |  |
| 1.  | «Intro (Nada Que Perder)»                                    | Salvaje Decibel | 1:54     |  |
| 2.  | «Radical»                                                    | Salvaje Decibel | 4:46     |  |
| 3.  | «Detrás»                                                     | Salvaje Decibel | 4:28     |  |
| 4.  | «Escribiendo»                                                | Salvaje Decibel | 4:18     |  |
| 5.  | «Traidores» (con Stailok)                                    | Salvaje Decibel | 4:06     |  |
| 6.  | «Paranoia»                                                   | Salvaje Decibel | 5:20     |  |
| 7.  | «Underground (Lo que no se quiere ver)» (con Subverso)       | Salvaje Decibel | 5:07     |  |
| 8.  | «La Mirada del Amor»                                         | Salvaje Decibel | 5:35     |  |
| 9.  | «Rebeldía Poblacional»                                       | Salvaje Decibel | 3:29     |  |
| 10. | «La Miseria» (con Matiah Chinaski)                           | Salvaje Decibel | 5:00     |  |
| 11. | «Somoh el pueblo haciendo Scratch!»                          | Salvaje Decibel | 2:19     |  |
| 12. | «Aquí me quedo»                                              | Salvaje Decibel | 4:21     |  |
| 13. | «Tú eres el Mejor» (con Pineda Pride y Bajo Linaje)          | Salvaje Decibel | 3:57     |  |
| 14. | «Fleiva (B-Boy Rockin')»                                     | Salvaje Decibel | 3:19     |  |
| 15. | «Blah Blah Brotas»                                           | Salvaje Decibel | 3:51     |  |
| 16. | «Escribiendo (Remix)»                                        | Salvaje Decibel | 6:25     |  |
| 17. | «Super Skunk (Hide Track)»                                   | Ezer            | 1:40     |  |
| 18. | «Underground (Lo que no se quiere ver) Remix» (con Subverso) | Salvaje Decibel | 4:44     |  |